# Ҿ
La Che abjasia con descendiente (Ҿ ҿ; cursiva: Ҿ ҽ) es una letra del alfabeto cirílico. Su forma se deriva de la letra che abjasia (Ҽ ҽ Ҽ ҽ) por la adición de un descendiente.
Se utiliza en el alfabeto del Idioma abjasio, donde representa la africada eyectiva retrofleja /ʈ͡ʂʼ/.

## Códigos informáticos
| Carácter      | Ҿ                                                     | Ҿ                                                     | ҿ                                                     | ҿ                                                     |
| ------------- | ----------------------------------------------------- | ----------------------------------------------------- | ----------------------------------------------------- | ----------------------------------------------------- |
| Unicode       | LETRA MAYÚSCULA CIRÍLICA CHE ABJASIA CON DESCENDIENTE | LETRA MAYÚSCULA CIRÍLICA CHE ABJASIA CON DESCENDIENTE | LETRA MINÚSCULA CIRÍLICA CHE ABJASIA CON DESCENDIENTE | LETRA MINÚSCULA CIRÍLICA CHE ABJASIA CON DESCENDIENTE |
| Codificación  | decimal                                               | hex                                                   | decimal                                               | hex                                                   |
| Unicode       | 1214                                                  | U+04BE                                                | 1215                                                  | U+04BF                                                |
| UTF-8         | 210 190                                               | D2 BE                                                 | 210 191                                               | D2 BF                                                 |
| Ref. numérica | &#1214;                                               | &#x4BE;                                               | &#1215;                                               | &#x4BF;                                               |